# Sergei Germanowitsch Afanassjew
Sergei Germanowitsch Afanassjew (russisch Сергей Ге́рманович Афанасьев, engl. Transkription Sergey Afanasyev; * 28. April 1964; † 28. Juli 2019) war ein russischer Mittelstreckenläufer, der sich auf die 1500-Meter-Distanz spezialisiert hat und der für die Sowjetunion an den Start ging. Seinen größten Erfolg feierte er mit dem Gewinn der Bronzemedaille über 1500 Meter bei den Halleneuropameisterschaften 1989 in Den Haag.

## Sportliche Laufbahn
Erste internationale Erfahrungen sammelte Sergei Afanassjew vermutlich im Jahr 1983, als er bei den Junioreneuropameisterschaften in Schwechat in 8:03,63 min die Silbermedaille im 3000-Meter-Lauf gewann. 1986 wurde er bei den Europameisterschaften in Stuttgart in der Vorrunde über 1500 Meter disqualifiziert und bei den Goodwill Games in Moskau gelangte er mit 3:40,97 min auf Rang sieben. 1989 gewann er bei den Halleneuropameisterschaften in Den Haag in 3:47,63 min die Bronzemedaille über 1500 Meter hinter dem Franzosen Hervé Phélippeau und Han Kulker aus den Niederlanden, ehe er bei den Hallenweltmeisterschaften in Budapest in 3:40,46 min den siebten Platz belegte. 1992 beendete er dann seine aktive sportliche Karriere im Alter von 28 Jahren.
In den Jahren 1986 und 1988 wurde Afanassjew sowjetischer Meister im 1500-Meter-Lauf.

## Persönliche Bestzeiten
- 800 Meter: 1:45,6 min, 25. Juni 1988 in Kiew
- 1500 Meter: 3:36,86 min, 10. Juli 1989 in Nizza
  - 1500 Meter (Halle): 3:39,73 min, 10. März 1989 in Glasgow
- 3000 Meter: 7:59,00 min, 20. Juli 1984 in Moskau